# Ouderparticipatie

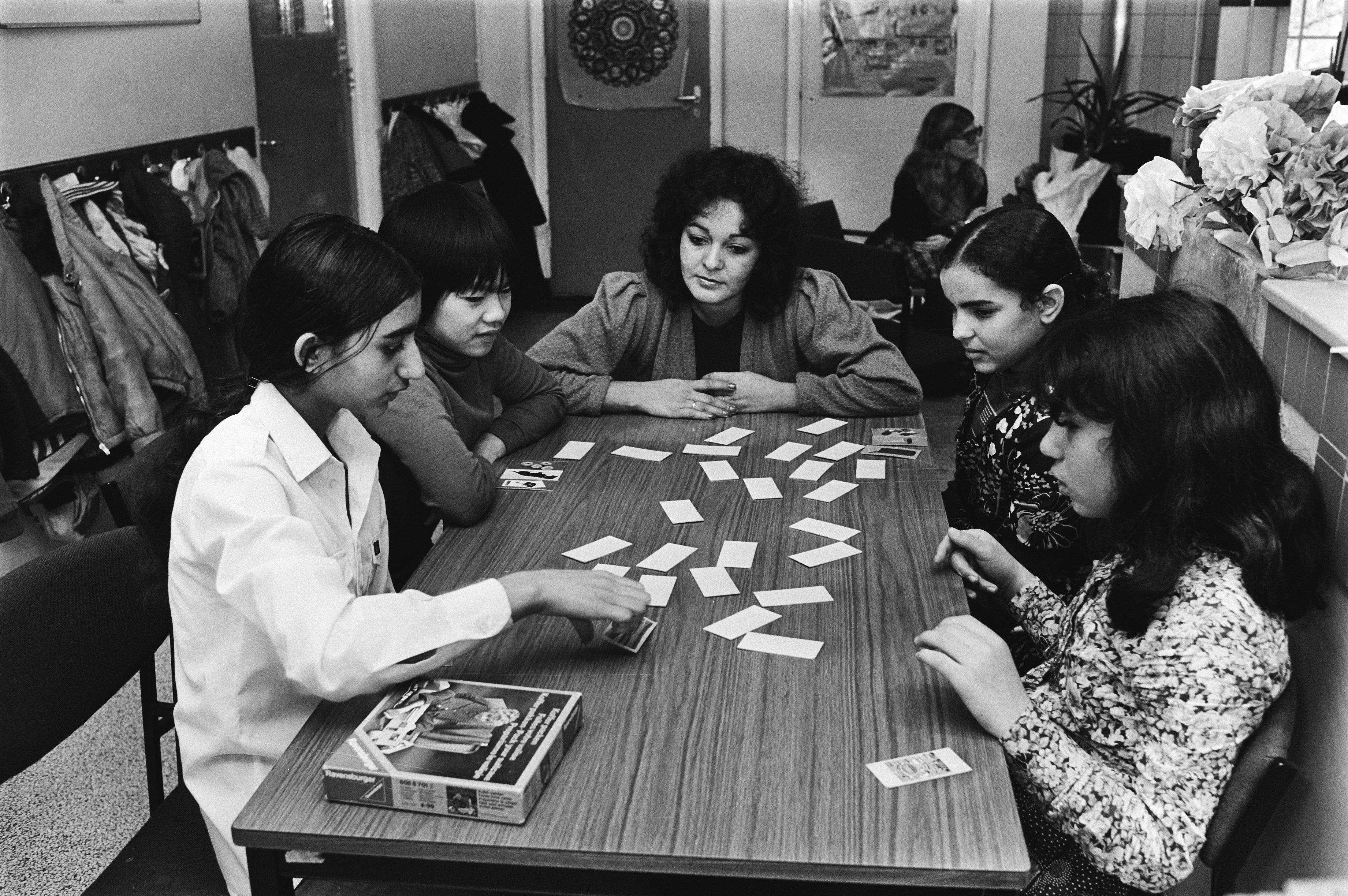
Ouderparticipatie van buitenlandse kinderen in Nederland (1979)

Ouderparticipatie is (vooral in Vlaanderen) de gebruikelijke term om de betrokkenheid en inbreng van ouders in het onderwijs aan te duiden. Ouderparticipatie wordt in het Vlaams onderwijs wettelijk geregeld in een "oudercomité" of schoolraad. Dit gestructureerd overleg is voor het Vlaams ministerie van onderwijs een voorwaarde om de school te subsidiëren. Vlaanderen heeft drie decretaal erkende ouderkoepels, volgens de onderwijsnetten: GO! ouders (Gemeenschapsonderwijs), KOOGO (Koepelvereniging van Ouderverenigingen van het Officieel Gesubsidieerd Onderwijs en de VCOV (Vlaamse Confederatie van Ouders en ouderverenigingen, in het vrij katholiek onderwijs. Vertegenwoordigers van deze koepels zetelen in de Vlaamse Onderwijsraad (VLOR).
Ook in de (gehandicapten)zorg, de kinderopvang of bij jeugdbewegingen bestaat er meestal een vorm van ouderparticipatie.